# District de Papakura
Pour les articles homonymes, voir Mākereti Papakura.
Le district de Papakura (Papakura District) était, de 1989 à 2010, l'un des districts de la ville d'Auckland, dans l'île du Nord de la Nouvelle-Zélande. C'est la partie la plus au sud de la région métropolitaine d'Auckland, et fait partie des régions d'habitude appelées South Auckland (quartiers Sud d'Auckland).
À l'origine une petite ville indépendante, celle-ci devient le district de Papakura à la suite de la réorganisation, en 1989, des gouvernements locaux en Nouvelle-Zélande. Il fait aujourd'hui partie de la zone urbaine d'Auckland.

## Géographie

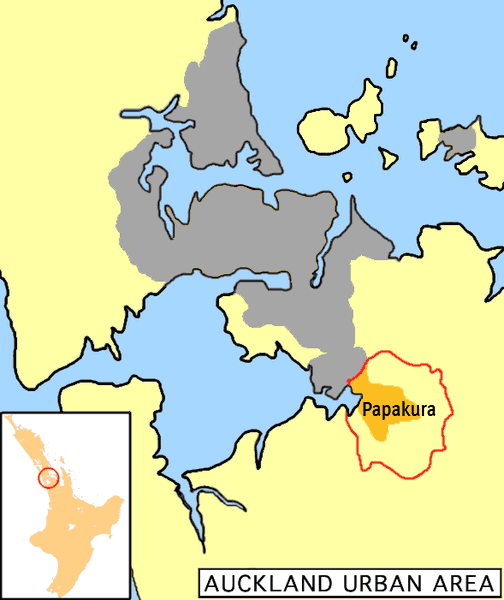
Localisation de Papakura sur une carte de la zone urbaine d'Auckland : en orange, la ville de Papakura elle-même, la ligne rouge démarquant les limites du district

Papakura s'étend sur 123 km2 et se situe à 32 km au sud du centre-ville d'Auckland. Le district est bordé des plages de la baie de Manukau à l'ouest, Manukau City au nord, et de terres rurales à l'est et au sud, avec Drury comme établissement le plus proche. À l'est on trouve les premières collines menant aux monts Hunua (en).
Papakura est un des deux conseils-local (local board) du district de Manurewa - Papakura. Ce district est donc divisé en deux parties : Manurewa et Papakura.

## Histoire
Le nom de Papakura vient du maori : « papa » signifie « terre » ou « plat » et est une abréviation de Papatuanuku ; « kura » signifie « rouge ». Le nom reflète donc les terres rouges, riches et fertiles, sur laquelle est située Papakura.
Les Maoris habitant la région bâtirent une pa appelée Puke-Kiwi-Riki au sommet de la colline de Red Hill, surplombant la baie de Manukau et le pays aux alentours.
Une ancienne grande route, la Great South Road (en), passe par Papakura et forme aujourd'hui sa rue principale. Elle fut construite pendant les guerres néo-zélandaises pour transporter des vivres aux troupes pendant la campagne du Waikato (en). Elle fut protégée par des constables armés et désignée route militaire.
En 2004 son palais de justice a servi de cour suprême pour les îles Pitcairn.

## Démographie
La population totale du district (côté Papakura) a été estimé à 45 283 habitants lors du recensement de 2006, dont 28 010 dans la ville de Papakura, 10 870 à Takanini et 3 360 à Drury.
Sa population est estimée d'être en croissance trois fois plus rapide que le reste de la Nouvelle-Zélande. Ses habitants sont majoritairement d'origine européenne (un peu moins de 75 %), et 20 % sont d'origine maori. Le conseil communal d'Auckland estime que la population va y tripler d'ici cinquante ans.

## Infrastructure
La State Highway 1 et la ligne ferroviaire North Island Main Trunk passent par le district. Il abrite également l'aéroport d'Ardmore (en), le plus actif de Nouvelle-Zélande en nombre d'atterrissages/décollages.

## Personnalités
- John Walker (1952-), champion olympique sur 1500 m en 1976.
- Barbara Kendall (1967-), véliplanchiste, championne olympique en 1992.